# Plan Seldon
El Plan Seldon es el tema central de la saga de la Fundación de Isaac Asimov. 
Hari Seldon, mediante la psicohistoria, ideó una planeación de la trayectoria histórica de la humanidad y dedujo la caída del Imperio Galáctico, por lo cual se hacía necesaria la creación de la Fundación. 
Periódicamente, la Fundación haría frente a Crisis Seldon, nombre que se da a aquello que constituye una amenaza para la existencia o consecución del Plan Seldon. Las crisis Seldon obligarían a la Fundación a seguir una única trayectoria posible, predeterminada: el Plan Seldon. 
El avance del plan se vio truncado y casi fracasa durante los acontecimientos que se narran en la novela Fundación e Imperio por causa de un mutante con poderes mentales llamado El Mulo.
- Datos: Q3391175